# Junge Alpenregion
Die Junge Alpenregion ist eine Dachorganisation der Jugendorganisationen der christlich-konservativen Parteien in Bayern, Österreich, Italien, Liechtenstein, der Schweiz und Slowenien.
Mitglieder sind die Bezirksverbände Oberbayern, München, Niederbayern, Oberpfalz und Schwaben der Jungen Union Bayern, die Landesverbände Kärnten, Oberösterreich, Niederösterreich, Salzburg, Steiermark, Tirol und Vorarlberg der JVP (Österreich), die Junge Generation (Südtirol), die Jugendunion (Liechtenstein) und die Die Junge Mitte (Schweiz), die slowenische demokratische Jugend (SDM), das Junge Slowenien (MSi), sowie die Jungen der Partito Autonomista Trentino Tirolese (Italien). Dies sind die Jugendorganisationen der CSU, ÖVP, SVP, VU, Die Mitte, SDS, NSi und des PATT.

## Geschichte
Der entscheidende Schritt zur Gründung der war ein Treffen von Vertretern der JVP aus Salzburg, Tirol und Vorarlberg, der Jugend Union Liechtenstein, der Jungen Union aus München und Oberbayern, der Jungen CVP St. Gallen und der Jungen Generation aus Südtirol. Die konstituierende Versammlung fand am 2. Juni 1973 in Fulpmes in Tirol statt. Am 26. Oktober 1975 wurde bei einer Tagung in Vaduz im Fürstentum Liechtenstein das Statut der Jungen Alpenregion verabschiedet und bei S. D. Erbprinz Hans Adam von und zu Liechtenstein feierlich hinterlegt.
2006 wurde die Aufnahme der Mlada Slovenija bzw. 2008 die der Slovenska Demokratska Mladina in die Junge Alpenregion beschlossen.
Am 28. Jänner 2012 fand in Bozen/Südtirol eine Vollversammlung zum Thema Transitverkehr statt, in deren Rahmen ein neues Präsidium bis 2015 gewählt wurde. Referenten waren Herbert Dorfmann MdEP und der Präsident der Brennerautobahn Walter Pardatscher. Beim darauffolgenden Konvent von 8. bis 10. Juni in Steingaden/Oberbayern konnte die JA u. a. CSU-Generalsekretär Alexander Dobrindt als Vortragenden gewinnen. Für die Vollversammlung vom 2. bis 4. November 2012 in Dornbirn/Vorarlberg wurde das Thema Hochwasserschutz, Wildbach- und Lawinenverbauung gewählt. Referenten waren der Vorarlberger Landesrat Erich Schwärzler, die damalige Landtagspräsidentin Bernadette Mennel und Vertretern der Wilbach und der Abteilung Tiefbau der Stadt Dornbirn.
Vom 1. bis 3. März 2013 befasste sich die Junge Alpenregion mit dem Tourismus im Alpenraum und diskutierte darüber unter anderem mit dem Generalsekretär der ÖVP, Hannes Rauch, und dem Nationalratsabgeordneten Franz Hörl (ÖVP). Für die zweite Vollversammlung im Jahr 2013, die vom 5. bis 7. Juli 2013 in St. Gallen in der Schweiz stattfand, wurde ebenfalls das Thema Tourismus im Alpenraum gewählt. Im Mittelpunkt standen wieder Diskussionen und Gespräche mit Experten, wie etwa dem Schweizer Ski- und Tourismusexperten Art Furrer.
Am 30. November 2013 fand in Traunstein die 40-Jahr-Feier der Jungen Alpenregion statt. Festredner war der bayerische Staatsminister der Finanzen a. D. und Präsident des Deutschen Sparkassen- und Giroverbands Georg Fahrenschon. An der Feier nahmen auch die Bundestagsabgeordneten Alexander Radwan und Tobias Zech teil. Die ersten beiden sind ehemalige Mitglieder des Präsidiums der JA.
Im Sommer 2014 fand in Tolmin/Slowenien eine Vollversammlung zum Thema „Wir in Europa“ statt. Dieser Tagungsort wurde gewählt, weil dort vor hundert Jahren die Isonzo-Schlachten während des Ersten Weltkriegs stattfanden.
Bei der zweiten Vollversammlung im Jahr 2014 wurde in Fürstenfeld/Steiermark das Thema „Lebensmittelsicherheit“ behandelt. Gleichzeitig wurde auch ein neues Präsidium gewählt.
Bei der Vollversammlung im April 2015 in Linz/Oberösterreich wurde die Aufnahme der Jungen der Partito Autonomista Trentino Tirolese beschlossen, im Juli 2016 wurde schließlich auch die JVP Niederösterreich aufgenommen. Die Junge Alpenregion zählt somit 18 Mitgliedsorganisationen aus 6 Ländern.
Im Zuge der Vollversammlung zum Thema „Sicherheit im Alpenraum“ von 28. bis 30. Oktober 2016 in Innsbruck/Tirol wurde ein neues Präsidium gewählt. Als Ehrengäste waren u. a. Herwig van Staa, Tiroler Landtagspräsident anwesend.
Vom 29. Oktober 2016 bis 16. Oktober 2021 war Matthias Huber aus Österreich Präsident der Jungen Alpenregion. Seither ist Alexander Attensberger aus Oberbayern Präsident der Jungen Alpenregion.
Vom 27. bis zum 29. Oktober 2023 tagte die Generalversammlung der Jungen Alpenregion in Vorarlberg und Liechtenstein zum Thema „Hochschulbildung im alpinen Raum“, mit einem Festakt zum 50-jährigen Jubiläum.

## Bekannte ehemalige Präsidenten
- Alexander Radwan, Oberbayern
- Josef Hollerith, Oberbayern

## Bekannte ehemalige Präsidiumsmitglieder
- Georg Fahrenschon, Oberbayern
- Martha Stocker, Südtirol